# Maria Poonlertlarp
Maria Lynn Ehren (tiếng Thái: มารีญา ลินน์ เอียเรียน; sinh ngày 18 tháng 1 năm 1992), biết đến nghệ danh Maria Poonlertlarp (tiếng Thái: มารีญา พูลเลิศลาภ, RTGS: Mariya Phunloetlap, phát âm [māː.rīː.jāː pʰūːn.lɤ̂ːt.lâːp]), là hoa hậu, ca sĩ, diễn viên, người mẫu gốc Thụy Điển, từng đăng quang Hoa hậu Hoàn vũ Thái Lan 2017. Cô đại diện cho Thái cuộc thi Hoa hậu Hoàn vũ 2017 lọt top 5 chung cuộc.

## Sự nghiệp
Nhờ vẻ đẹp lai sắc sảo giữa hai dòng máu Thái Lan và Thụy Điển, cùng hình thể ấn tượng, Maria Poonlertlarp Ehren, đã giành được ngôi vị cao nhất trong chung kết Hoa hậu Hoàn vũ Thái Lan 2017. Ở cuộc thi Hoa hậu Hoàn vũ 2017, cô được đánh giá là thí sinh tiềm năng, luôn xuất hiện với thần thái tự tin, xinh đẹp. Trong đêm chung kết, cô xuất sắc lọt vào Top 5 chung cuộc. Do câu trả lời ứng xử chưa được tốt lắm, cô để vuột mất cơ hội vào Top 3 trong sự tiếc nuối của khán giả.
Bên cạnh chiều cao nổi trội - 1,84 m, người đẹp gốc Thái còn được đánh giá cao về khả năng ngôn ngữ, trong đó có tiếng Anh, tiếng Trung, tiếng Thụy Điển và tiếng Việt. Ehren cũng tốt nghiệp ngành marketing tại Học viện kinh doanh Stockholm.
Cô từng có kinh nghiệm làm người mẫu suốt 10 năm trước khi đến với cuộc thi Hoa hậu Hoàn vũ Thái Lan. Cô từng xuất hiện trên trang bìa của nhiều tạp chí danh tiếng như Elle, Vogue và là chân dài quen thuộc trên các sàn diễn thời trang trong nước. Đặc biệt, Maria cũng là gương mặt sáng giá xuất hiện trong nhiều CF quảng cáo của Sunslik, Lipton Green 9, Honda Jazz, D&P...

## Phim tham gia

### Phim truyền hình
| Năm       | Tựa                 | Vai        | Đài    | Notes   |
| --------- | ------------------- | ---------- | ------ | ------- |
| 2019      | Wolf - Game la thoe | Ben / Beer | ONE 31 | EP 8-13 |
| 2021-2022 | F4 Thailand         | Tia        | GMM 25 | [ 3 ]   |

### Chương trình
| Năm  | Tựa                       | Vai trò                           | Đài |
| ---- | ------------------------- | --------------------------------- | --- |
| 2019 | The Face Thailand (Mùa 5) | Huấn luyện viên - đội chiến thắng | CH3 |
| 2025 | The Face Thailand (mùa 6) | Huấn luyện viên                   | CH3 |

## Âm nhạc
Album: Maxi Singles

Style: Pop Dance

Label: SmallRoom

Year: 2010

### Single
- Blur (เบลอ)
- Boong (บุ๋ง)
- Come Along (คัม อะลอง)
- Grin (รอยยิ้ม)
- Wait up (เก็บโต๊ะ)